# 逃跑吧好兄弟
《逃跑吧好兄弟》是緯來綜合台《來自星星的事》的外景節目，節目也定位為綜藝節目、靈異節目。棚內主持人為庹宗康（第十二季以後因個人因素停止主持），外景主持人兼棚內主持人是黃尹宣、無尊、曾子余。外景老師有郭定陸和謝沅瑾，12季之前的棚內解說有陳小娜、郭定陸、謝沅瑾老第一、二季還有上下集的時候，棚內會有來賓；若是代班外景主持人的集數，棚內也是代班外景主持人出場。
2016年7月8日開始首播，每週日晚上11點首播節目。節目初期受於國家通訊傳播委員會（NCC）的法令限制，部分畫面音訊會經過處理消音，後期的網路影片通常是沒播的片段。
2019年7月，節目在FriDay 影音平台上架，因而導致台灣觀眾無法在YouTube官方頻道收看節目。不過，後來觀眾反應後改為一週之後就能收看。
2020年7月開始，從第16季開始，製作人更換成陳煌仁，並開始於星期五、六會在YouTube上各直播上下半段，星期日電視播出完整版。
2021年1月8日，節目製作團隊在Instagram貼文宣布即將停播，並於2021年1月24日播出最後一集。
2022年7月25日，節目製作團隊在Facebook貼文宣佈將推出網路靈異外景節目《別跑啊！兄弟》，同樣由黃尹宣、無尊主持，於8月1日在YouTube頻道上架第一集。

## 播出時間

### 播出
| 播出頻道   | 播出國家 | 開播日期                     | 播出時間                               | 備註         |
| ---------- | --- | ---------------------------- | -------------------------------------- | ------------ |
| 緯來綜合台 | 臺灣 | 2016年7月8日－2020年5月1日   | 每週五 23:00-00:00                     |              |
| 緯來綜合台 | 臺灣 | 2020年5月10日－2021年1月24日 | 每周日 23:00-00:00                     |              |
| 緯來綜合台 | 臺灣 | 2020年7月17日-2021年1月24日  | 每周五六日11:00 (網路搶先上下半集直播) |              |
| 卫视中文台 | 澳門 · 香港 · 泰國 · 柬埔寨 · 菲律賓 · 印度尼西亞 · 新加坡 · 马来西亚 · 新西兰 · 美国 · 加拿大 · 越南 · 緬甸 · 馬爾地夫 | 2016年9月至今                | 每週日 22:10 - 23:10                   | 比台灣晚幾集 |

- 台灣在2019年後遇到連假時會重播之前播出過的集數中的精華一集。

### 重播
| 頻道       | 國家 | 播映日期         | 目前主要重播時間                          | 備註 |
| ---------- | ---- | ---------------- | ----------------------------------------- | ---- |
| 緯來綜合台 | 臺灣 | 2016年7月9日至今 | 每週六 00:00-01:00，每週一凌晨03:00-04:00 |      |

## 外景主持人
- 外景主持人是由Eason和珍珍(無尊)、娜娜(曾子余)三位主持。
出現過一兩次的外景代理主持人有林惟毅、露露(大根)。
- 第五季起，娜娜正式成為逃跑的一員，娜娜跟珍珍輪流出外景。[註 5]
- Eason和惟毅為男裝，珍珍、娜娜、露露以女裝登場。
- 除了少數集數外，Eason所有其他集數都有出外景。珍珍因為第四季開始舞台劇的緣故，常由Eason和娜娜搭配，48集回歸本節目。

## 網路
- 這是台灣「電視節目」，部分觀眾(可能包括部分他國觀眾)可能會把它當作「純網路」節目(兩者媒體限制不同)。
- 節目於電視播出後的幾個小時會先上傳電視未公開部分後，然後會公開電視播出的影片。
- 從第50集噩夢詭嬰渡假村以後開始，而之前播出的內容官方在官方Youtube頻道裡也有不定期更新。
- 從第102集噩夢噬魂公寓之後，YouTube節目影片改為台灣地區觀眾可收看。
- 從第114惡靈休憩廢營舍之後,官方上傳版的中間休息片段結束後會有一小小段後續預告才接回正片.
- 從第120集死亡遊戲工廠之後,穿插了"尋找大頭鬼T櫬"廣告。
- 從第152集開始因台灣網路版權在 FriDay 影音平台上架，導致台灣使用者無法在 YouTube 收看。後來來自星星的事 2019年7月29日 官方聲明表示：台灣使用者自 2019年7月31日起，在節目播出後會有一週的時間無法收看，並鼓勵使用者在新上架平台收視。

## 網路幕後花絮
- 12季開始

| 花絮集數 | 更新時間      | 節目集數 | 節目標題       |
| -------- | ------------- | -------- | -------------- |
| 1        | 2019年6月18日 | 3、4     | 南台灣廢棄醫院 |
| 2        | 2019年6月25日 | 95       | 嬰泣工廠凶宅   |
| 3        | 2019年7月4日  | 125      | 鬼眼娃娃屋     |
| 4        | 2019年7月11日 | 123      | 鬼婆冥舍       |
| 5        | 2019年7月19日 | 16       | 死亡公路詭公寓 |
| 6        | 2019年8月2日  | 70       | 驚魂汽車旅館   |
| 7        | 2019年2月22日 | 132      | 兇案汽車旅館   |
| 8        | 2019年8月16日 | 155      | 幕後人員直播   |

## 節目預告
- 在當週播出那天(禮拜五)中午時，官方Facebook會放上當週預告，而節目正片結束後會有下週預告。此外，當週也官方youtube頻道上也會公開下週預告。
- 從第1集到89集的官方預告分成A版、B版,90集後預告變成一個。
- 從惡靈休憩廢營舍開始節目分段開始時變成下段內容預告。

## 播出內容
- 拍攝時間不一定，12季時常在禮拜四。
- Eason跟珍珍(從後面集數之後加入娜娜、或其他代理主持人)因為某個原因(有些集數或直接就略過)到了某個鬧鬼且有傳聞的詭異地方之後，開始探索該地區或範圍，途中會分別進行三個任務，但也有幾乎到四個(較少)，或著是突然有臨時任務。任務的執行者是兩人PK決定(但PK之後也可能被對方陷害，或者是那關其實是雙人任務的機率也是有)。
- 雖然鬼屋不限種類，廢屋套房、宿舍、工廠或屠宰場、醫院、安養院、旅館、餐廳、學校、眷村、監獄刑場、戲院、遊樂園、寺廟道觀、戰場軍營、山區、山莊、美容院、坑道、凶宅、墳墓、靈骨塔等等都有。基本上會探險有傳聞或死過人的鬼屋(非走完實際全範圍)，不過也有像是大豹溪、秋茂園之類的靈異傳聞地點。
- 前半期有以PK賽做為結尾(很多是兩人鬼抓人或先解謎先找到指定物品)，輸了的會進行懲罰，大約78集以後則是第三個任務結束後進入下回預告，約137集後沒有預告，變成是主持人的本次探檢感言。
- 第二季前有出現過一個地方分成上下兩集播出的集數，之後都是單集完結。
- 進入任務出現過的模式:主持人cue進入PK、製作人提示說該地是任務的場所、發現事先放著任務地點提示或任務卡(127集~143集)。特別企劃中也出現過用抽的決定要去的任務地點順序。
- PK方式有猜拳、使用小玩具PK、有定規則的抽牌等方式，而14季有幾集PK部分被省略。
- 任務類型有包括:做一些一般被人認為是挑釁好兄弟的動作、招喚好兄弟出現、拍照好兄弟的照片、做都市傳說、躺在廢墟裡(像是船上)感應等等。
- 86集後有出現任務解說卡畫面。12季之後從一整面解說畫面變成小框框式的。
- 抽卡或抽蛋:PK輸了的人有一次機會可以抽卡或轉扭蛋.抽卡的情況是好幾張卡中抽出嫁禍給對方意思的卡,但常常也有看起來是嫁禍給對方但其實沒陷害到的也有。而轉扭蛋的則是用逃幣轉出逃跑扭蛋，但很常抽出裝有陷害卡的扭蛋。
- 陷害卡與加持卡出現模式:一開始名稱的直接表明，到卡片名稱不直接寫明、逃跑扭蛋模式。有集數一整集沒使用到陷害卡或主持人選擇不使用陷害卡的情況也有。
- 12季後因為主持人因素，而沒有棚內錄影。也沒有解說及下集預告。150集抽卡恢復最早的舊模式。此外12季前半段不少為知名景點。
- 14季部分集數後半有播放幾分鐘製作人去日本靈異場所拍攝的畫面。15季開始在最後5分鐘有"愛喲！講什麼鬼"等新單元。
- 14季時PK的部份減少，但恢復有探險地圖的過場畫面。
- 16季時製作人換成後增加了探檢以外的內容。

## 主要活動
- 這裡列出節目上部分活動
  - 每年農曆年前送年曆活動
  - 58、59集2017年7月特輯鬼月特別企劃。
  - 68、69集金門特輯。
  - 106集情人節特輯。
  - 107~109集2018年特別計畫，讓觀眾參與拍攝。
  - 128~131集「鬼畫符」活動。
  - 12季(2019年4月)播出「台灣怪談1」特輯。
  - 12季(2019年6月)播出「女神來臨」特輯。
  - 12季(2019年7月)有「(Eason一個人)鬼屋住一晚的」的特輯。
  - 12季、13季(2019年8月)播出「台灣怪談2」特輯。
  - 14季開始有逃跑巴士活動，邀請像晴明、王狗等知名人物一起逃跑。

## 直播
節目外景實際拍攝當天會事前在官方Facebook粉絲專頁上預告。此外，在拍攝途中也會開一小段時間的直播。而節目播出前，也會由兩位外景主持人開直播提醒節目開始。第四季開始，在拍攝結束後，製作單位和主持人去陽氣重的地方吃宵夜時也會開直播。基本上，星期三是《來自星星的事》各單元的錄影時間，在棚內錄影前偶爾會開個大約十分多鐘的直播。第五季後，節目製作人偶而會短暫直播探勘或外景拍攝前直播,15季時原製作人在電視播出時間更改後的周五會開勘景直播，直到16季開始前。

## 拍攝範圍
目前限於台灣本島內，因經費因素，探訪的鬼屋於本島北部的居多，目前唯一一次有去金門一次(共拍攝兩集)。每集詳細位置不會公開，但是部分探險地區因為其知名度而被廣大網友熟知，一些探險區域亦在節目中或是直播時公開，例如 台南杏林醫院，嘉義民雄鬼屋，基隆鬼廟，基隆大武崙砲台，新北市南天母森林樂園，金門花崗岩醫院，宜蘭北宜公路，陽明山，台中大坑風動石，台中太平區開天宮，嘉義蘭潭，苗栗秋茂園，大豹溪，桃園舊百吉隧道。

## 外部連結
- 逃跑吧好兄弟官方網站 （页面存档备份，存于）
- 逃跑吧好兄弟的Facebook專頁
- YouTube上的【完整版】逃跑吧好兄弟 第五季播放列表
- YouTube上的【完整版】逃跑吧好兄弟 第四季播放列表
- YouTube上的《逃跑吧！好兄弟》電視禁播精華版播放列表
- YouTube上的逃跑吧！好兄弟播放列表
- YouTube上的Season 1 / 逃跑吧!好兄弟播放列表
- YouTube上的《逃跑吧!好兄弟》FB 直播精采看播放列表

## 節目的變遷
| 臺灣 緯來綜合台 每週五晚間 23:00-00:00 | 臺灣 緯來綜合台 每週五晚間 23:00-00:00   | 臺灣 緯來綜合台 每週五晚間 23:00-00:00 |
| -------------------------------------- | ---------------------------------------- | -------------------------------------- |
|                                        | 逃跑吧好兄弟 （2016.07.08 - 2020.04.24） |                                        |
| 愛呀我的媽                             | 超級任務!赴秘境捕稀有魚                  |                                        |
| 臺灣 緯來綜合台 每週日晚間 23:00-00:00 |                                          |                                        |
| 真人密室逃脫_第1季                     | 逃跑吧好兄弟 （2020.05.10 - 2021.01.24） | —                                      |